# Maledizione dei Kennedy

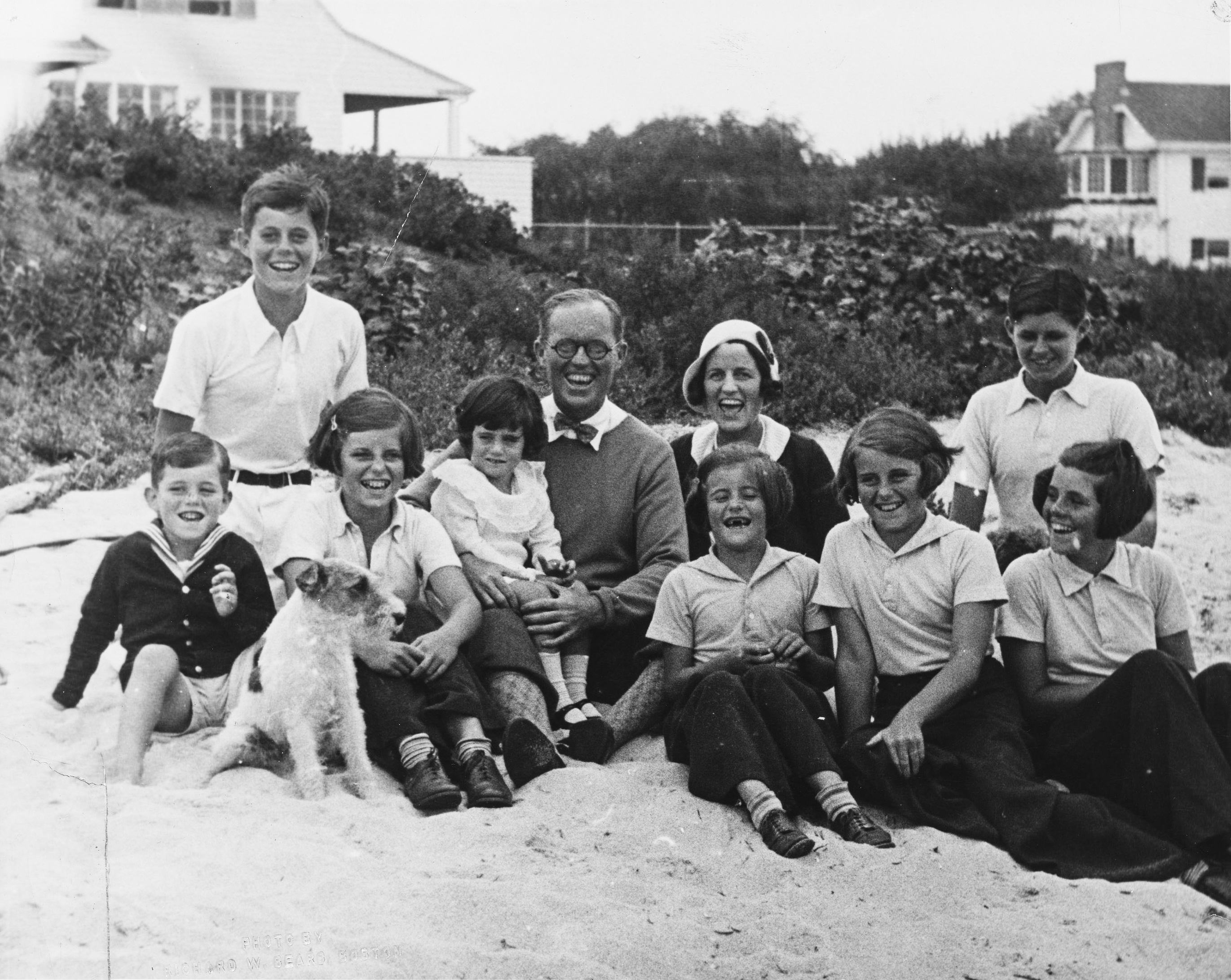
La famiglia Kennedy a Hyannis Port, 4 settembre 1931. Da sinistra: Robert Kennedy, John F. Kennedy, Eunice Kennedy, Jean Kennedy, Joseph P. Kennedy Sr., Rose Kennedy (incinta di Edward "Ted" Kennedy), Patricia Kennedy, Kathleen Kennedy, Joseph P. Kennedy Jr. e Rosemary Kennedy insieme al cane "Buddy".

La credenza nella maledizione dei Kennedy collega tra loro una serie di omicidi, incidenti e altre disgrazie che hanno coinvolto direttamente la famiglia Kennedy (in inglese: Kennedy Family Tragedies) e le persone attorno ad essa, portando molti dei suoi membri a morti premature e non naturali, tra cui i celebri fratelli John e Robert, assassinati rispettivamente nel 1963 e nel 1968 a causa di intrighi politici.
La frequenza e la violenza con cui queste sventure si sono abbattute sulla famiglia, nel giro di pochi decenni, hanno portato, specialmente in America, alla credenza popolare che considera i Kennedy soggetti a una terribile maledizione.

## Eventi ricondotti alla maledizione
- Novembre 1941 – Nel tentativo di curare la figlia Rosemary Kennedy da quello che sembra essere un ritardo mentale (che avrebbe potuto recare "imbarazzo" alla famiglia[13]), Joseph P. Kennedy fa sottoporre di nascosto la ragazza, allora ventitreenne, ad una lobotomia, che, fallendo nel suo intento, la danneggia permanentemente a livello mentale e fisico. Lo scandalo e l'operazione vengono taciuti per anni, finché non si scopre che "lo studio all'estero" di Rosemary non è altro che la copertura di un soggiorno di questa all'interno di una struttura psichiatrica nel Wisconsin, ove rimane fino alla sua morte nel 2005.[14]
- 12 agosto 1944 – L'aereo BQ-8 pilotato dall'aviatore Joseph Patrick Kennedy Jr. esplode accidentalmente a Suffolk, Regno Unito, durante una missione top secret, oggi nota come progetto Aphrodite, per testare nuove tipologie di bombardamento sulla base del Torpex.[15]
- 13 maggio 1948 – La marchesa Kathleen Agnes Kennedy insieme al fidanzato Peter Wentworth-Fitzwilliam, VIII conte Fitzwilliam, perde la vita a 28 anni in un incidente aereo in Francia, mentre si dirige a Parigi per incontrare il padre, da poco atterrato in Europa. Quattro anni prima, nel '44, a distanza di un mese dalla morte del fratello Joseph, aveva anche perso il marito, William Cavendish, marchese di Hartington, colpito da un cecchino mentre prestava servizio durante la seconda guerra mondiale in Belgio.
- 3 ottobre 1955 – George Skakel, padre di Ethel Skakel Kennedy e suocero di Robert Kennedy, muore in un incidente aereo in Oklahoma.[16] La moglie, Ann Brannack, muore nello stesso anno, soffocata da un boccone di carne, durante una festa in casa propria.
- 5 agosto 1962 – La famosa attrice Marilyn Monroe, amante di John Fitzgerald Kennedy, muore per assunzione eccessiva di sonniferi, in circostanze mai ben chiarite, scatenando la nascita di numerose teorie complottiste che vedono i Kennedy stessi coinvolti nel caso.
- 9 agosto 1963 – Patrick Bouvier Kennedy, terzo figlio di John F. Kennedy e della First Lady Jacqueline Kennedy Onassis, muore a causa di una malattia da membrane ialine polmonari, due giorni dopo la sua nascita prematura, precedendo di pochi mesi la morte del padre. Già nel 1955 Jacqueline aveva subito un aborto, che portò alla mancata nascita di Arabella Kennedy.
- 22 novembre 1963 – Il Presidente degli Stati Uniti d'America, John F. Kennedy, è assassinato in un attentato a Dallas, Texas, dall'operaio, attivista ed ex militare Lee Harvey Oswald. Alle 12:30 ora locale, mentre viaggia con la moglie Jacqueline, il governatore John Connally (ferito gravemente) e la moglie di quest'ultimo, Nellie, a bordo della limousine presidenziale, Kennedy viene colpito mortalmente nella Dealey Plaza da 4 colpi di fucile. Benché dapprima si pensasse all'azione simbolica di un singolo fanatico, nel 1979 è stato confermato che l'omicidio fosse il risultato di una cospirazione da parte di un gruppo più numeroso di persone; prove del complotto non vennero però mai dichiarate e il caso rimane ancora oggi uno dei più controversi e misteriosi della storia americana, nonché uno dei più funesti.[17]
- 19 giugno 1964 – Ted Kennedy sopravvive ad uno schianto aereo, che uccide il collaboratore Edward Moss e il pilota Edwin J. Zimny. Solo grazie all'aiuto del passeggero Birch Bayh, che lo spinge fuori dal relitto prima che le sue ferite diventino irrecuperabili, riesce, dopo cinque mesi di ospedale, a riprendersi.[18] Dopo l'incidente Bobby Kennedy afferma, facendo menzione alla maledizione per la prima volta: "Somebody up there doesn't like us" ("A qualcuno lassù non piacciamo").[19]
- 12 ottobre 1964 – Mary Pinchot Meyer, una delle ex-amanti di John F. Kennedy, muore presso il fiume Potomac in circostanze misteriose, presumibilmente assassinata. Il suo diario e altre prove vengono fatte scomparire dalla CIA.
- 5 giugno 1968 – La notte della sua vittoria alle primarie in California e in Sud Dakota come candidato alla presidenza degli Stati Uniti per il Partito Democratico durante le elezioni presidenziali del 1968, Robert Kennedy viene colpito ripetutamente con un revolver calibro 22 nell'Hotel Ambassador di Los Angeles dall'immigrato ventiquattrenne di origine giordano-palestinese Sirhan Sirhan.[20][21]
- 18 luglio 1969 – Ted Kennedy finisce con l'auto giù da un ponte, causando la morte per annegamento della passeggera ventottenne Mary Jo Kopechne. L'evento è noto come l'incidente di Chappaquiddick. In un discorso televisivo pronunciato la settimana successiva all'incidente, il senatore esprime pubblicamente la paura di una possibile maledizione sulla famiglia Kennedy.[22] Joan Bennett Kennedy, la moglie di Ted, a causa del forte stress dovuto all'incriminazione del marito per la morte della Kopechne, subisce un aborto.
- 23 gennaio 1973 – Alexander Onassis, fratellastro di John F. Kennedy Jr. e Caroline Kennedy, muore a seguito delle ferite riportate in uno schianto aereo ad Atene. La sorella, Christina Onassis, incolpa davanti alla stampa la maledizione.[23]
- 17 novembre 1973 – Edward M. Kennedy Jr., figlio dodicenne di Ted, subisce l'amputazione della gamba sinistra per un tumore (osteosarcoma).
- 25 aprile 1984 – David A. Kennedy viene trovato morto all'età di 29 anni nella sua stanza d'albergo a Palm Beach, Florida (dove si era recato per trascorrere la Pasqua in famiglia). Già il 4 giugno 1968, poco prima del suo tredicesimo compleanno, aveva rischiato di morire affogato a Malibù, ma era stato miracolosamente salvato dal padre Robert.[24]. La causa del decesso è attribuita ad una overdose di cocaina, Demerol e Mellaril[25]. Egli, infatti, era un tossicodipendente dal 1973, quando suo fratello, Joseph Patrick Kennedy II aveva causato un incidente in macchina durante il quale la fidanzata di David, Pamela Kelley, era rimasta paralizzata.
- 31 dicembre 1997 – Michael LeMoyne Kennedy, figlio di Robert, muore in un incidente sciistico ad Aspen in Colorado, a soli 39 anni, dopo aver sbattuto contro un albero, giocando sulla neve con i suoi parenti.[26].
- 16 luglio 1999 – John Fitzgerald Kennedy Jr. muore assieme alla moglie Caroline e alla cognata Lauren Bessette, all'età di 38 anni, in un incidente aereo. I tre erano in volo per raggiungere l'isola di Martha's Vineyard, dove si sarebbe tenuto il matrimonio della cugina Rory Kennedy, che tuttavia non raggiunsero: l'aereo, che John stesso stava pilotando, N9253N, un Piper PA-32R Lance/Saratoga II HP, precipitò nella notte nell'Oceano Atlantico, a causa dell'incapacità del pilota nel mantenere il controllo dei comandi durante condizioni atmosferiche non ottimali.[27][28].
- 16 maggio 2012 – Mary Richardson Kennedy, ex moglie di Robert F. Kennedy Jr., si suicida nel giardino della sua villa a Bedford, New York, dopo anni di lotte contro alcolismo e depressione.[29][30]
- 4 maggio 2018 – La Corte Suprema del Connecticut annulla la condanna per omicidio del 1975 del nipote di Ethel Kennedy, Michael Skakel, condannato per aver ucciso la vicina Martha Moxley picchiandola a morte con una mazza da golf quando entrambi erano adolescenti. Skakel era stato condannato a 20 anni di prigione, condanna successivamente annullata dai tribunali del Connecticut nel 2013 dopo aver scontato 11 anni, reintegrata nel 2017, poi revocata di nuovo nel 2018. Il 30 ottobre 2020 un pubblico ministero del Connecticut stabilisce che Skakel, 60 anni, non avrebbe affrontato un secondo processo per omicidio per la morte di Moxley. Il procuratore capo dello stato del Connecticut Richard Colangelo Jr. afferma che non ci sono prove sufficienti per un nuovo processo[31][32].
- 1º agosto 2019 – Un mix di cocktail e stupefacenti pone prematuramente fine alla vita della ventenne Saoirse Roisin Kennedy Hill, nipote di Robert, che muore di overdose nella residenza estiva della famiglia Kennedy, a Capo Cod.[33][34][35]
- 2 aprile 2020 – Maeve Kennedy Townsend McKean, nipote di Robert F. Kennedy, perde la vita a 40 anni, insieme al figlio Gideon, di 8, nella baia di Chesapeake, nel Maryland. I due si erano diretti verso il mare aperto su una canoa nel tentativo di recuperare un pallone, quando la corrente ha impedito loro di tornare a riva e li ha trascinati al largo, dove sono annegati.[36]